# Увачан, Иннокентий Петрович
Иннокентий Петрович Увачан (2 октября 1919, Вилюйский округ, Якутская область — 14 декабря 1943, Криворожский район, Днепропетровская область) — участник Великой Отечественной войны, повозочный роты связи 276-го гвардейского стрелкового полка 92-й гвардейской стрелковой дивизии 37-й армии Степного фронта, гвардии рядовой, Герой Советского Союза.

## Биография
Родился 20 мая 1919 года в семье охотника-оленевода стойбища Ангкачо Наканновского сельсовета (ныне — Катангского района Иркутской области). Эвенк.
Окончил начальную школу. Занимался охотой, работал продавцом-приёмщиком пушнины. В 1934 году вместе с родителями переехал в посёлок Усть-Илимпея Эвенкийского автономного округа. Там работал сначала секретарём, а затем председателем Амовского кочевого совета, инструктором окружного исполкома.
В 1942 году призван в Красную армию. На фронтах Великой Отечественной войны с ноября 1942 года. Воевал рядовым отделения связи 276-го гвардейского стрелкового полка 92-й стрелковой дивизии на Сталинградском, Воронежском, Степном фронтах. Отличился при форсировании Днепра.
Гвардии красноармеец Увачан в ночь на 30 сентября 1943 года переправился через реку Днепр у села Успенка (Онуфриевский район Кировоградской области) и установил телефонную связь командования с плацдармом. 3 октября 1943 года с группой бойцов пробрался к двум нашим окружённым батальонам и, проложив кабельную линию, установил с ними связь. Возвращаясь на КП, его отряд прорвался к небольшой высоте и занял её, удерживая до прихода подкрепления. Группа И. П. Увачана своим огнём оказала существенную помощь в закреплении десантников на плацдарме. За геройство и отвагу, проявленные в боях при форсировании Днепра, он был представлен к званию Героя Советского Союза.
Но Герой не узнал о высокой награде. 14 декабря 1943 года в бою за село Недайвода он погиб. Похоронен в братской могиле в селе Недайвода Криворожского района Днепропетровской области.
Указом Президиума Верховного Совета СССР от 22 февраля 1944 года за образцовое выполнение боевых заданий командования на фронте борьбы с немецко-фашистским захватчиками и проявленные при этом мужество и героизм гвардии рядовому Увачану Иннокентию Петровичу присвоено звание Героя Советского Союза.

## Память
- В 1948 году в связи с празднованием 30-летнего юбилея Всесоюзного ленинского коммунистического союза молодёжи исполнительный комитет Эвенкийского окружного Совета депутатов трудящихся вынес решение об увековечивании памяти Героя Советского Союза присвоением Туринской национальной семилетней школе имени И. П. Увачана.
- 9 мая 1973 года был установлен первый памятник И. П. Увачану в посёлке Тура.
- 7 сентября 1983 года в посёлке Тура установлен памятник-бюст Героя работы скульптора Валентина Викторовича Виноградова. Памятник установлен у здания Туринской средней школы.
- В 1985 году память о И. П. Увачане была увековечена в селе Байкит. Памятник установлен у здания Байкитской средней школы. В 2012 году в селе установлен бронзовый бюст.
- В селе Ербогачён установлен бронзовый бюст в 1975 году.
- В селе Ванавара установлен памятный мемориал в 2019 году.
- Имя Иннокентия Увачана увековечено на мемориале в городе Иркутске.
- Именем Иннокентия Петровича названы улицы в посёлках Тура, Ванавара, селах Ербогачён, Байкит.